# 佩尔蒂卡阿尔塔
佩尔蒂卡阿尔塔（義大利語：Pertica Alta），是意大利布雷西亚省的一个市镇。总面积20平方公里，人口616人，人口密度30.8人/平方公里（2009年）。国家统计（ISTAT）代码为017139。